# Nelson Peak
Der Nelson Peak ist ein 1605 m hoher Berg im westantarktischen Queen Elizabeth Land. Er ragt nahe dem Washington Escarpment zwischen den Gebirgskämmen Drury Ridge und Brown Ridge in der Neptune Range der Pensacola Mountains auf.
Der United States Geological Survey kartierte ihn anhand von Vermessungen und Luftaufnahmen der United States Navy zwischen 1956 und 1966. Das Advisory Committee on Antarctic Names benannte ihn 1965 nach dem US-amerikanischen Geologen Willis H. Nelson (1920–2010), der zwischen 1963 und 1964 als Mitglied einer Mannschaft des Survey in der Neptune Range tätig war.